# 道の駅恐竜渓谷かつやま
道の駅恐竜渓谷かつやま（みちのえき きょうりゅうけいこくかつやま）は、福井県勝山市荒土町松ヶ崎にある福井県道17号勝山丸岡線の道の駅である。

## 概要
当初の名称は、「道の駅恐竜渓谷勝山ジオパーク」として計画。勝山市全域が対象区域となっている恐竜渓谷ふくい勝山ジオパークにちなんだものであった。2016年（平成28年）には国土交通省によって「重点道の駅」としての選定を受けている。
2019年（平成31年）に名称を「道の駅恐竜渓谷かつやま」に決定。当初、2020年（令和2年）5月30日に開業を予定していたが、新型コロナウイルス感染症の感染拡大（コロナ禍）に伴い、開業日を同年6月20日に延期した。
なお、隣接する市有地に青果市場を建設する計画があり、2025年（令和7年）の開業を目指している。

## 施設
- 駐車場
  - 普通車 88台[8]
  - 大型車 11台[8]
  - 身障者用 3台[8]
- EV充電スポット 1台
- トイレ 25器
  - 男性 13器
    - 小 10器
    - 大 3器

  - 女性 10器
  - 身障者用 2器
- ベビーコーナー 1室
- 自動販売機
  - 福井県警察の警察官が交通安全を啓発するメッセージが流れる自動販売機も設置されている[9]。
- 地域振興施設
  - 九頭竜テラス（カフェレストラン、10:00 - 16:00）[8] - テイクアウト商品が中心となる。
  - スーベニアショップ ラプトル 道の駅店（ショップ、9:00 - 17:00）[8]
  - 休憩コーナー
  - 親水空間
  - 屋外交流広場
- 非常用電源
- 防災トイレ
- 防災倉庫

### 管理団体
- 設置者：勝山市
- 指定管理者：勝山市観光まちづくり株式会社[17]

## 休業日
- 第2・第3火曜日[8]

## アクセス
- 福井県道17号勝山丸岡線 - 登録路線
  - 福井県道260号勝山インター線 - 当駅は九頭竜川に架けられている「勝山恐竜橋」のそばに位置している[8]。
- E67 中部縦貫自動車道 勝山ICより約1分。